# Educatis
Educatis war eine Privatuniversität mit Sitz in Altdorf UR, Schweiz.

## Geschichte
Die Educatis University wurde im Jahre 2000 von Konstantin Theile gegründet und am 18. April 2007 in eine öffentliche Stiftung mit Sitz in Altdorf, Kanton Uri, eingebracht. Seit 2003 war sie vom Erziehungsrat des Kantons Uri anerkannt und hatte somit das Recht, akademische Titel zu vergeben. Spezialisiert hat sich die Stiftung auf akademische Fernstudien im Internet. Im Mai 2015 wurde die Educatis Universität geschlossen.

## Studienangebot
Die Educatis School of Management umfasste ein breites Angebot an online-Seminaren und Zertifikatsstudien in deutscher, englischer, spanischer und französischer Sprache. Das MBA und M.A. Programm der deutschsprachigen und englischsprachigen Graduate School of Management bot verschiedenen Vertiefungen an. Folgende Abschlüsse waren möglich:
- Master of Business Administration (MBA)
- Master of Arts (M.A.)

## Organisationsstruktur
Die Universität umfasste zwei Fakultäten:
- Betriebswirtschaftliche Fakultät (mit einer "School of Management" in 4 Sprachen)
- Juristische Fakultät (mit einer "Graduate School of Humanitarian Law and Human Rights" in Spanisch)

Die Organisationsstruktur der Universität entsprach einer akademischen Bildungseinrichtung unter staatlicher Aufsicht. Universitätsrat und operative wie akademische Leitung der Universität kontrollierte sich dabei gegenseitig. Zur Sicherung der Qualität wurde ein unabhängiger Qualitätssicherungs-Beauftragter benannt.
Der Schwerpunkt der Universität lag mit der School of Management bei der betriebswirtschaftlichen Aus- und Weiterbildung von Fach- und Führungspersönlichkeiten in der Wirtschaft und der Verwaltung. Der Abteilung waren Institute angegliedert, die im Bereich der praxisorientierten Forschung tätig waren.

## Studium
Das Studium an der Universität Educatis war ein Fernstudium mit fakultativen Präsenzseminaren. Das Educatis-Konzept ermöglichte es, den Studenten ein internationales Lehrprogramm weltweit, insbesondere auch in Schwellen- und Entwicklungsländern anzubieten. Unter dem Dach der Universität hatte Educatis namhafte Professorinnen und Professoren internationaler Universitäten als Autoren und Dozenten verpflichtet. Die Lernmodule konnten von den Studenten von einer eigens entwickelten Lernplattform – eCampus – heruntergeladen werden. eCampus war gleichzeitig Kommunikationsplattform (in Foren können Fragen an die Professorinnen und Professoren bzw. Assistenten gestellt werden) und dienten zur Überprüfung des Lernfortschritts mittels Online-Tests und Fallstudien. Die eigentlichen Prüfungen zu den online-Seminaren mussten unter Aufsicht geschrieben werden (jeweils 2–4 Stunden). Sie wurden an über 1000 Prüfungsorten weltweit, d. h. so nah am Wohnort des/der Studierenden und zeitlich so flexibel wie möglich in organisiert. Auch konnten die Studierenden selbst entscheiden, wann das Studium beginnen wollten. Feste Semester oder Einschreibetermine gab es nicht. Die Regelstudienzeit für den MBA/LL.M. betrug 30 Monate.

## Anerkennungen
Educatis wurde vom Kanton Uri aufgrund einer kantonalen Verordnung als Bildungseinrichtung anerkannt. Educatis war aber von der schweizerischen staatlichen Universitätskonferenz nicht anerkannt.
Die Website der deutschen Kultusministerkonferenz ordnet Educatis den Status "H-" (Nichtanerkannte Hochschule) zu. Dies wird wie folgt begründet: "Es handelt sich um eine Institution, die nicht in der Liste der anerkannten Hochschulen zum Äquivalenzabkommen Deutschland – Schweiz geführt wird. Es ist durchaus möglich, dass eine kantonale Anerkennung vorhanden ist; sie ist jedoch nicht maßgebend für die Anerkennung in Deutschland."
Unabhängig von der Systemakkreditierung ist die Anerkennung von ausländischen Abschlüssen in Deutschland über die Programmakkreditierung geregelt. Mit dem Beschluss der Kultusministerkonferenz aller Länder vom 8. Dezember 2016 (in Kraft getreten am 1. Januar 2018) werden akkreditierte Bachelor- und Masterabschlüsse in Deutschland anerkannt.
Der Master of Business Administration (MBA) der Educatis University ist von der Foundation for International Business Administration Accreditation (FIBAA) akkreditiert und erfährt seine Anerkennung in Deutschland gem. Art 1 III  Studienakkreditierungsstaatsvertrag iVm. § 9 II HRG.

## Hochschulpartnerschaften
- Universidad Católica Boliviana San Pablo, La Paz, Bolivien
- Universidad Católica Santiago de Guayaquil, Guayaquil, Ecuador
- Universidad del Pacífico, Lima, Peru
- Universidad de Valparaíso, Valparaíso, Chile
- Universität Pécs, Budapest, Ungarn